# Liliana Lazar
Liliana Lazar (Moldavia, 1972) es una escritora rumana que escribe en francés.

## Biografía
Después de pasar su juventud en el gran bosque del pueblo de Slobozia (Villefranche), en el distrito de Iași, donde su padre era guardia forestal, ingresó en la Universidad Alexandru Ioan Cuza de Iași donde estudió literatura francesa. Después de la caída de Ceaușescu, dejó Rumania para establecerse en el sur de Francia, donde ha vivido desde entonces. Slobozia sirve de telón de fondo para su novela Land of the Freed, publicada en 2009 por Gaïa.

## Obra
Su obra está marcada por la persistencia de leyendas populares, el peso de la religión ortodoxa y sobre todo la presencia inquietante de una naturaleza siempre salvaje.
Terre des enfranchis estuvo en la selección de Télérama-France Culture 2009 y es "una de las novelas más originales de los últimos años" según JMG Le Clézio

## Premios
- Prix Première 2010 des auditeurs de la RTBF[4]
- Le Prix 2009 des lecteurs de l'Armitière, librairie rouennaise.
- Prix du premier roman de l'université d'Artois
- Lauréate 2010 du Prix des cinq continents de la francophonie
- Prix de l'algue d'or 2010
- Prix Soroptimist de la Romancière Francophone[5]
- Prix Littéraire Québec-France Marie-Claire-Blais 2011

## Sobre algunas obras

### Hijos del diablo
En el Bucarest de 1975, Elena Cosma, una mujer soltera de treinta y cinco años, trabaja como comadrona en una maternidad (pública), duerme en un pequeño apartamento miserable y vive una vida sin gracia. El aborto está estrictamente regulado, hecho casi imposible por una estricta política de tasa de natalidad. Por otro lado, el salario de la comadrona se ve reducido cada mes por el impuesto al celibato. Los partos anónimos tienen lugar casi continuamente, primero en una guardería y luego en un orfanato. Ella piensa en robar un hijo abandonado (pero de origen incierto en cuanto a los antecedentes), luego resuelve un arreglo con Zelda P., bella y fuerte pelirroja, viuda reciente y con muchas ganas de abortar, que por tanto dará a luz discretamente en casa de Elena. Damian nació el1 de juillet de 1978, fiesta de San Cosme y Damián .
En el verano de 1984, Cosma se traslada a un pueblo lejos de Bucarest, Prigor, en Moldavia, cerca de Iași . . .
Entre los personajes : Miron Ivanov el alcalde, Gheorghi Ferman el tonelero (su esposa Rona, sus hijos Laure y Lucian) ... y una aparición del Genio de los Cárpatos .

### Tierra de los liberados
La acción tiene lugar en los años 1980-1990, en Rumania, o en la actual Moldavia, en el remoto pueblo de Slobozia y sus alrededores, incluida la casa aislada de Luca, el bosque y el pequeño lago llamado La Fosse ( aux Leones o turcos ).
El personaje principal es el joven Victor Luca (también conocido como Iacov Dafula), (y su familia : su padre Tudor, su madre Ana Luca, su hermana Eugenia).
Los otros personajes son :
- el sacerdote ortodoxo del pueblo, Ilie Mitran (viudo), y su sucesor Ion Fatu (y su esposa),
- el policía del pueblo, Simion Pop, (y su amante Dana),
- Vasile, viejo tonto, borracho, pescador,
- Ismail el Gitano, hechicero (con rituales), cómplice, manipulador, viviendo en un bordeï (choza semienterrada),
- Daniel, alias Constantine Ica, ermitaño,
- algunas figuras, entre ellas Tarkan, Milán, Sandu, Gheorghe, Maria Tene, Anita Vulpescu y anónimas.

La novela mezcla escenas realistas (en un contexto social, cultural, religioso, político) y escenas fantásticas (con diablo, moroi, mandrágora, lágrima de corazón, etc.), un poco a la manera de Sylvie Germain .